# Sírmio

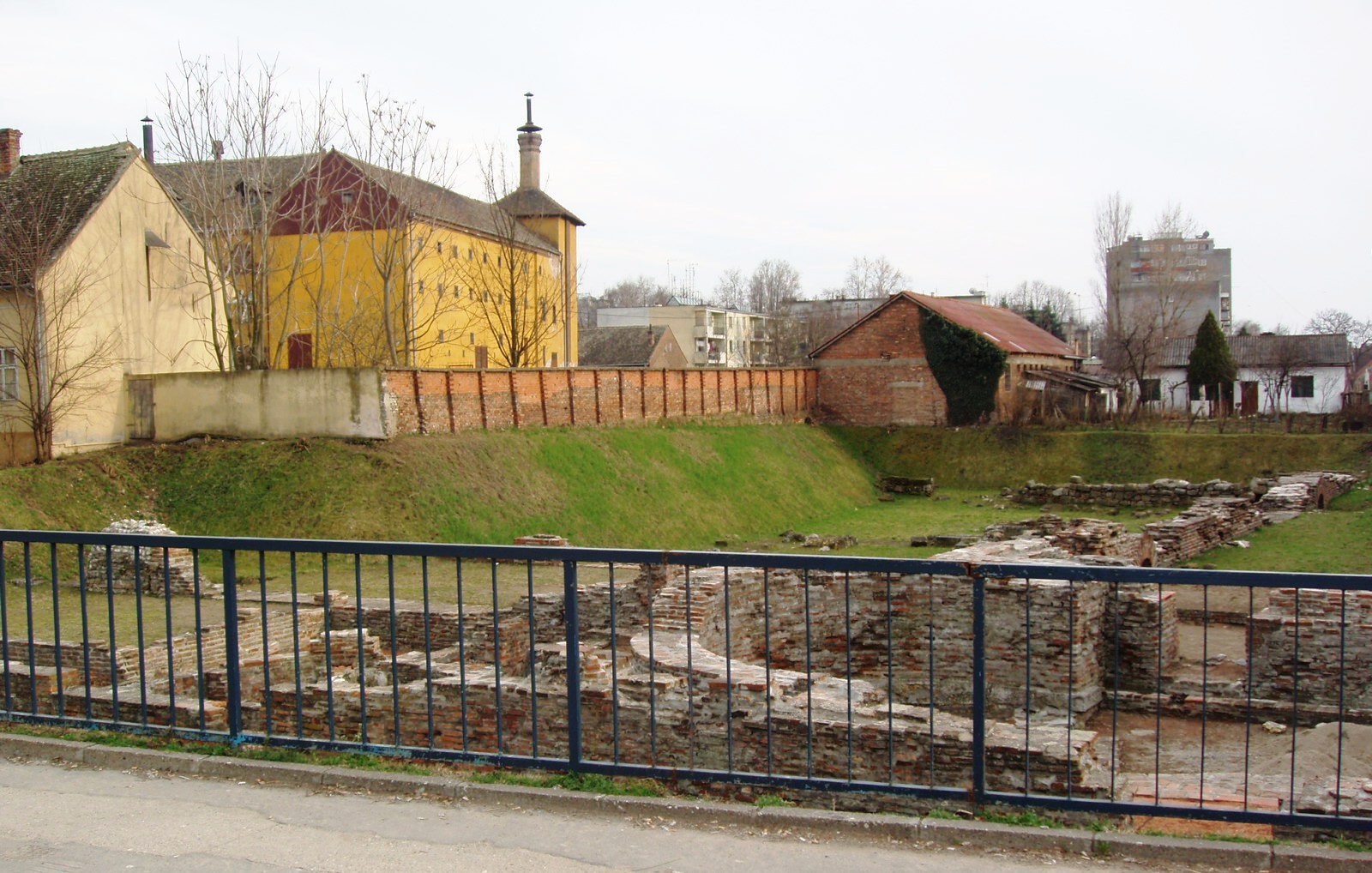
Ruínas do palácio imperial em Sírmio

Sírmio ou Sirmião (em latim: Sirmium), atual Sremska Mitrovica, na província de Voivodina, na Sérvia) era uma cidade da antiga província romana da Panônia. Originalmente fundada pelos celtas no século III a.C., foi conquistada pelo Império Romano no século I a.C. Na fase final do império, era a capital econômica da Panônia romana e uma das quatro cidades capitais do império. A região atual da Sírmia (Srem) foi batizada em sua homenagem. Em 1990, Sírmio foi adicionada à lista de "Sítios arqueológicos de importância excepcional", protegidos pela República da Sérvia.

## História

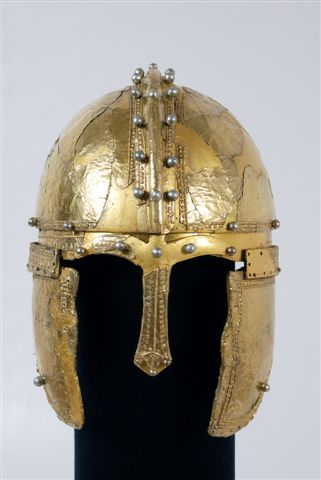
Elmo romano de ouro encontrado perto de Sírmio, exibido no museu de Novi Sad

Arqueólogos encontraram traços de vida humana organizada no local datando de até 5 000 a.C..[carece de fontes?] A cidade foi fundada no século III a.C. pelo povo amantino da Panônia e pelos escordiscos celtas. O tribálio Rei Sirmos foi posteriormente considerado o epônimo fundador de Sírmio, mas as raízes são diferentes e as duas palavras só se misturaram mais tarde.
Com os escordiscos como aliados, o procônsul romano Marcos Vinício tomou Sírmio por volta de 14 a.C.. No século I d.C., Sírmio ganhou o status de colônia de cidadãos romanos e se tornou um importante centro militar e econômico da província da Panônia. As expedições de guerra dos imperadores Trajano, Marco Aurélio e Cláudio II foram preparadas em Sírmio.
Em 103, a Panônia foi dividida em duas províncias: Panônia Superior e Panônia Inferior, e Sírmio se tornou a capital desta última.
Em 296, Diocleciano reorganizou a  região e criou a Diocese da Panônia, que juntava quatro províncias: Panônia Prima, Panônia Valéria, Panônia Sávia e Panônia Secunda, e Sírmio se tornou a capital desta última e da diocese.
Em 293, com o estabelecimento da tetrarquia, o império romano foi dividido em quatro partes. Sírmio emergiu como uma das quatro cidades capitais do império, sendo as outras Augusta dos Tréveros (atual Tréveris), Mediolano (atual Milão) e Nicomédia (atual Izmit). Neste período, Sírmio foi a capital do imperador Galério. Com a criação das prefeituras pretorianas em 318, Sírmio tornou-se a capital da prefeitura pretoriana da Ilíria. Em 379, a Diocese da Panônia, que era a parte ocidental da prefeitura, foi desmembrada e anexada à prefeitura pretoriana da Itália com o nome de Diocese de Ilírico (Illyricum). A parte oriental permaneceu como uma prefeitura separada, com capital agora em Tessalônica sob o Império Romano do Oriente.

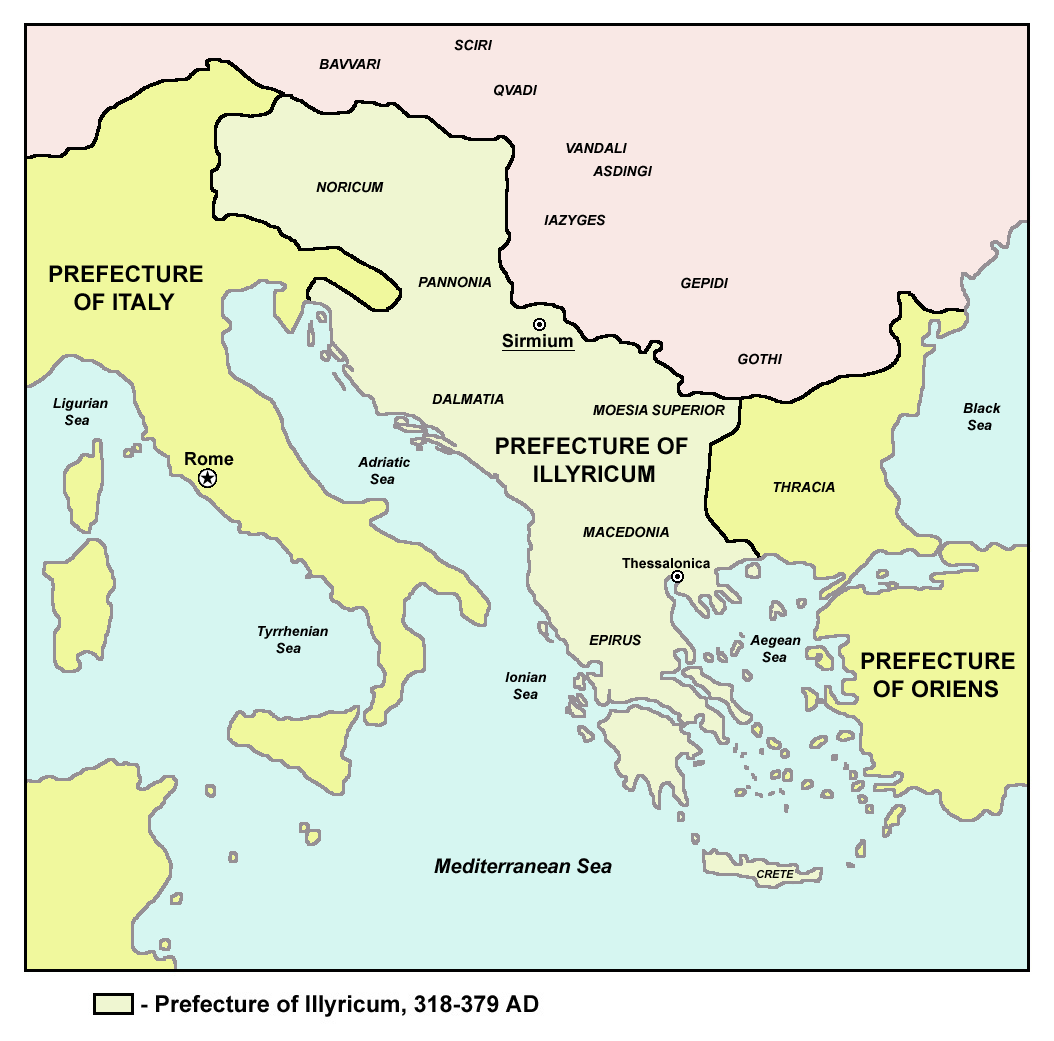
Mapa da prefeitura pretoriana da Ilíria, 318–79, com capital em Sírmio

A partir do século IV, a cidade se tornou um importante centro cristão e a sede do episcopado de Sírmio. Quatro concílios foram realizados ali, os Concílios de Sírmio. A cidade também tinha um palácio imperial, uma arena de corrida de cavalos, uma Casa da Moeda, um anfiteatro e muitas oficinas, banhos públicos, templos, palácios públicos e vilas luxuosas. O antigo historiador Amiano Marcelino a chamo de "a gloriosa mãe das cidades".
No final do século IV, Sírmio passou para o domínio dos godos e, depois, foi novamente anexada ao Império Romano do Oriente. Em 441, Sírmio foi conquistada pelos hunos, permanecendo por mais de um século nas mãos de diversas tribos, como os Godos orientais e os gépidas. Por um breve período, Sírmio foi o centro do estado Gépida e o rei Cunimundo cunhou moedas de ouro ali. Após 567, Sírmio voltou ao Império Romano do Oriente. A cidade foi finalmente conquistada e destruída pelos ávaros em 582.

## Imperadores romanos
Dez imperadores romanos nasceram nesta cidade ou nas redondezas:
- Herênio Etrusco (251)
- Hostiliano (251)
- Décio (249–51)
- Cláudio II (268-270)
- Quintilo (270)
- Aureliano (270–75)
- Probo (276–82)
- Maximiano (285–310)
- Constâncio II (337–61)
- Graciano (367–83)

O último imperador do Império Romano reunido, Teodósio I (378-95) se tornou imperador em Sírmio. Os usurpadores Ingênuo e Regaliano também se declararam imperadores na cidade (em 260) e muitos outros imperadores passaram pelo menos algum tempo em Sírmio, incluindo Marco Aurélio, que pode ter escrito parte de sua famosa obra Meditações na cidade.

## Achados arqueológicos

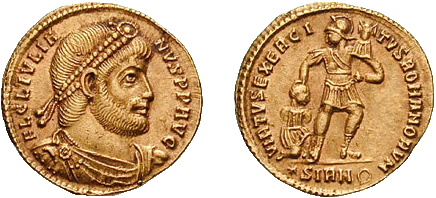
Soldo de Juliano, o Apóstata, c. 361, da casa da moeda de Sírmio

- No início da década de 1970, arqueologistas norte-americanos, patrocinados pelo governo dos Estados Unidos, fizeram uma oferta aos habitantes de Sremska Mitrovica para que eles reconstruíssem sua cidade em outro local para que o sítio pudesse ser escavado. O governo local recusou o pedido imediatamente, sob pressão do então governo da Iugoslávia [carece de fontes?].

- Durante o trabalho de construção do novo centro comercial de Sremska Mitrovica em 1972, um trabalhador acidentalmente encontrou um pote romano, por volta de 2 metros de profundidade, sobre o sítio de um povoado antigo de Sírmio. Trinta e três moedas de ouro romanas num saco de couro foram encontradas dentro da parede de uma casa, provavelmente a poupança secreta de uma família rica romana, escondida havia séculos. Entre as moedas cunhadas em Sírmio deste extraordinário achado estão quatro moedas da era de Constâncio II, consideradas as mais valiosas do final do século IV do Império Romano. Ironicamente, o nome do trabalhador era Zlatenko ("Dourado" ou "Homem de ouro" em sérvio).

- A única arena de corrida de cavalos conhecida e ainda não escavada está em Sírmio. Um edifício colossal, com aproximadamente 150 metros de largura e 450 de comprimento está diretamente sob o centro da cidade de Sremska Mitrovica e ao lado do antigo "Palácio Imperial" de Sírmio (um dos poucos sítios arqueológicos abertos ao público). A presença da arena claramente influenciou o desenho da cidade atual (que está aproximadamente 2 a 4 metros acima da linha do chão da antiga cidade de Sírmio). Projetos culturais e arqueológicos anunciados recentemente para preservar e popularizar os sítios de Sírmio não incluíam nenhuma atividade em relação à arena, provavelmente por causa de suas dimensões - o centro inteiro da cidade precisaria ser escavado.[carece de fontes?]

## Moradores famosos

### Roma Antiga
- Marco Aurélio, imperador romano (161-180), utilizou Sírmio como residência durante as campanhas militares na Panônia entre 170-180.
- Maximino Trácio, imperador romano (235-238), reinou de sua residência em Sírmio.
- Herênio Etrusco, imperador romano (251), nascido em Sírmio.
- Hostiliano, imperador romano (251), nascido em Sírmio.
- Décio, imperador romano (249-251), nascido na vila de Budália, perto de Sírmio.
- Ingênuo, imperador romano (260), proclamou-se imperador em Sírmio.
- Regaliano, imperador romano (260), proclamou-se imperador em Sírmio.
- Cláudio II, imperador romano (268-270), nascido em Sírmio, onde passou a maior parte de sua vida.
- Quintilo, imperador romano (270), nascido em Sírmio
- Aureliano,imperador romano (270-275), nascido em Sírmio e também se proclamou imperador ali.
- Probo, imperador romano (276-282), nascido em Sírmio.
- Maximiano, imperador romano (285-310), nascido perto de Sírmio.
- Galério, imperador romano (305-311), reinou como césar  durante a tetrarquia a partir de sua residência em Sírmio (293-296).
- Crispo, César do Império Romano. Foi proclamado césar em Sírmio em 317.
- Constantino II, césar do império romano. Foi proclamado César em Sírmio em 317.
- Vetrânio, imperador romano. proclamou-se imperador em Sírmio (em 350).
- Constâncio II, imperador romano (337-361), nascido em Sírmio
- Graciano, imperador romano (367-383), nascido em Sírmio
- Teodósio I, imperador romano (378-395). Se tornou imperador em Sírmio.
- Valério Licínio, prefeito da Diocese da Panônia com residência em Sírmio (308-314).
- Apricano, prefeito da província de Panônia Secunda com residência em Sírmio (355).
- Messala, prefeito da província da Panônia Secunda (373).
- Petrônio Probo, prefeito em Sírmio (374).
- Sexto Aurélio Vítor, prefeito da província de Panônia Secunda (369) e autor de uma História de Roma até o reinado de Juliano, o Apóstata.

### Cristianismo
- São Irineu de Sírmio, mártir cristão (304)
- Anastácia de Sírmio, santa e mártir da Igreja Ortodoxa
- Germínio de Sírmio, bispo da cidade (376)
- Fotino - Bispo de Sírmio e herético